# Ridolfia segetum
Ridolfia segetum, auch Ackerfenchel oder „falscher Fenchel“ genannt, ist die einzige Art der Pflanzengattung Ridolfia innerhalb der Familie der Doldenblütler (Apiaceae). Sie ist im Mittelmeerraum weitverbreitet.

## Beschreibung

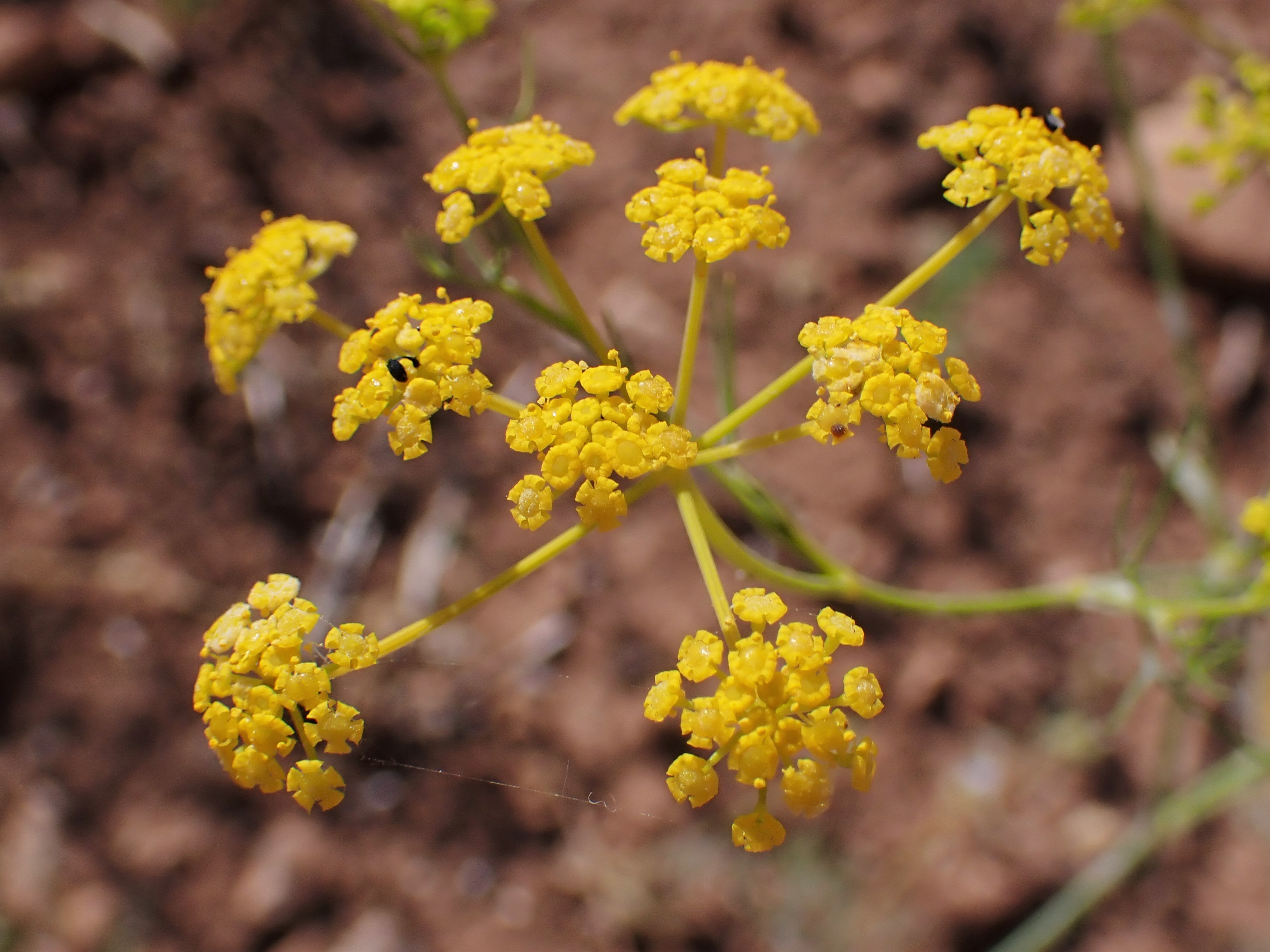
Doppeldoldiger Blütenstand

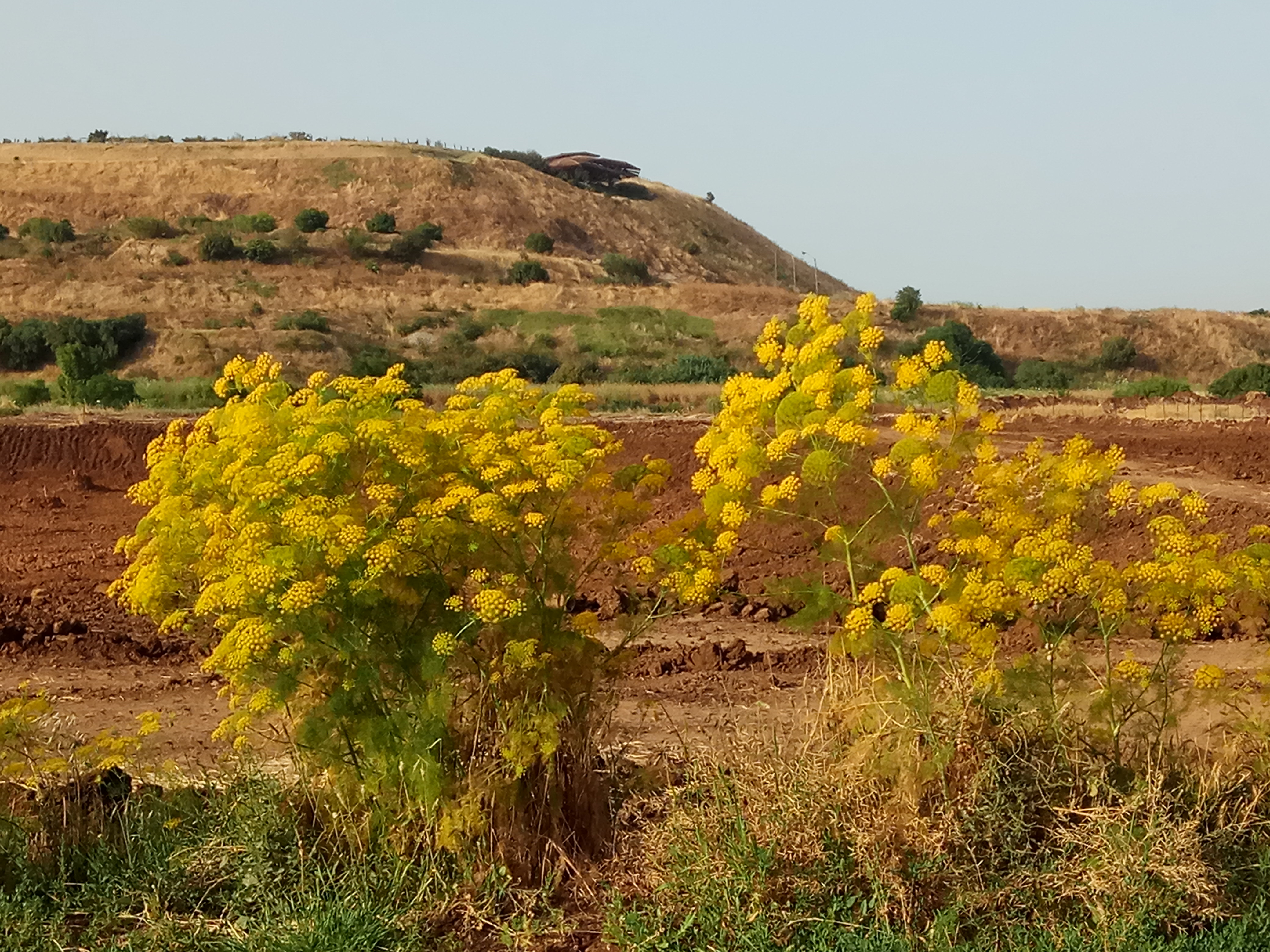
Habitus und Blütenstände

### Vegetative Merkmale
Ridolfia segetum wächst als einjährige krautige Pflanze und erreicht Wuchshöhen von 15 bis zu 100, selten bis zu 210 Zentimetern. Ihre Pfahlwurzel verströmt einen fenchelähnlichen Geruch. Ihr aufrechter, verzweigter, hellgrüner Stängel ist kahl. Das behaarte, grüne Laubblatt ist mehrfach gefiedert mit sehr feinen, fadenförmigen Blattabschnitten. Die unteren Laubblätter sind gestielt und bei einer Länge von 15 bis 28 Zentimetern sowie einer Breite von 10 bis 22 Zentimetern im Umriss dreieckig. Die zwei grünen, kahlen Keimblätter (Kotyledonen) weisen eine Länge von 28 Millimeter auf.

### Generative Merkmale
Der Doppeldoldige Blütenstand ist 8- bis 56-strahlig. Die Doldenstrahlen sind 18 bis 51 Millimeter lang.  Eine Hülle ist nicht ausgebildet. Die Döldchen enthalten 15 bis 36 Blüten.
Die Blüte ist zwittrig. Kelchblätter fehlen. Die gelben Kronblätter sind bei einer Länge von 1,9 bis 2 Millimetern eiförmig, ausgerandet und mit nach innen gebogenen oberen Enden.
Die bräunliche oder fahl-gelbe Doppelachäne ist bei einer Länge von 1,5 bis 2,5 Millimeter länglich bis eiförmig. Die gelben Teilfrüchte sind bei einer Länge von 2 bis 4 Millimetern eiförmig.

### Chromosomensatz und  Inhaltsstoffe
Die Chromosomenzahl beträgt 2n = 22 +0-2B.
Die Samen und Blätter enthalten ein ätherisches Öl mit einem hohen Anteil von monoterpenen Kohlenwasserstoffen, besonders α-Phellandren, das stark fenchelähnlich duftet.

## Vorkommen
Ridolfia segetum ist im Mittelmeerraum verbreitet. Es gibt Fundortangaben für Marokko, Algerien, Tunesien, die Balearen, Portugal, Spanien, Frankreich, Korsika, Sardinien, Sizilien, Italien, Malta, Kroatien, Griechenland, Kreta, Inseln in der Ägäis, Zypern, die Türkei, Syrien, Libyen, den Libanon, Jordanien, Israel und den Sinai vor. Ridolfia segetum ist in einigen europäischen Ländern ein Neophyt.
Ridolfia segetum wächst an Wegrändern und als Ackerunkraut. Auf der Iberischen Halbinsel wächst Ridolfia segetum in Höhenlagen von 0 bis 650 Metern und erreicht maximal 1000 Meter.

## Systematik
Die Erstveröffentlichung dieser Art erfolgte 1771 unter dem Namen Anethum segetum durch Carl von Linné in Mantissa Plantarum, Seite 219. 1841 stellte Giuseppe Giacinto Moris in Enumeratio seminum Horti Regii Botanici Taurinensis, S. 43 die Gattung Ridolfia mit der Typusart Ridolfia segetum auf; er veröffentlichte sie auch in Flora Sardoa ... Taurini, 2, 1842, S. 212, Tafel 75. Der Gattungsname Ridolfia ehrt Cosimo Pietro Gaetano Gregorio Melchiorre Ridolfi (1794–1865), einen italienischen Adligen, Agronomen und Politiker.
Ridolfia segetum (L.) Moris ist die einzige Art der Gattung Ridolfia der Tribus Apieae in der Unterfamilie Apioideae innerhalb der Familie Apiaceae.

## Nutzung
In Sizilien wird Ridolfia segetum roh im Salat verwendet.